# Tibellus japonicus
Tibellus japonicus är en spindelart som beskrevs av Viktor E. Efimik 1999. Tibellus japonicus ingår i släktet Tibellus och familjen snabblöparspindlar. Inga underarter finns listade i Catalogue of Life.